# 宜昌落步溪大桥
宜昌落步溪大桥为宜万铁路上的一个桥梁，位于湖北省宜昌市点军区土城乡青龙峡峡谷，全长252.3米，为铁路双线桥梁，由中铁三局承建，计划于2008年建成。